# Щегловский уезд
Щегловский уезд — административная единица Томской губернии РСФСР, существовавшая в 1918—1924 годах. В настоящее время вся территория Щегловского уезда входит в состав Кемеровской области - Кузбасса.

## География
Щегловский уезд граничил:
- на северо-западе — с Томским уездом Томской губернии
- на северо-востоке — с Мариинским уездом Томской губернии
- на юго-востоке и юге — с Кузнецким уездом Томской губернии
- на юго-западе — с Барнаульским уездом Алтайской губернии
- на западе — с Ново-Николаевским уездом Ново-Николаевской губернии

## История
30 марта 1918 года Томский губернский исполком постановил образовать Щегловский уезд и преобразовать село Щеглово Верхотомской волости Кузнецкого уезда в уездный город Щеглов (ныне город Кемерово).
21 апреля 1918 года Совнарком РСФСР утвердил ходатайство Томского губисполкома об образовании Щегловского уезда.
В мае 1918 года на уездном съезде Советов сформирован Щегловский уисполком.
К вечеру 4 июня 1918 года в Щеглов прибыл отряд штабс-капитана Альфонса Теофиловича Альдмановича, на территории уезда власть перешла в руки контрреволюционного Временного Сибирского правительства.
11 июля 1918 года Томская губернская земская управа постановила образовать уезд с 1 января 1919 года.
24 декабря 1919 года город Щегловск освобождён Рабоче-крестьянской Красной Армией. 25 декабря 1919 года приказом военного комиссара 35-й дивизии 5-й армии РККА образован Щегловский уездный ревком.
Съезд Советов Щегловского уезда открылся 23 мая 1920 года.
В 1924 году созданы районы: 
- Бачатский район (образован не позднее 4 сентября 1924 года, переименован в Беловский район 10 мая 1931 года);
- Кемеровский район (образован не позднее 11 августа 1924 года, упразднён 6 февраля 1929 года);
- Крапивинский район (образован 25 июля 1924 года, упразднён 1 февраля 1963 года);
- Краснинский район (образован не позднее 4 сентября 1924 года, упразднён 10 апреля 1933 года);
- Топкинский район (образован 25 июля 1924 года, упразднён 1 февраля 1963 года);
- Щегловский район (образован не позднее 4 сентября 1924 года, упразднён 2 марта 1932 года).

Постановлением ВЦИК от 27 октября 1924 года Кузнецкий и Щегловский уезды объединены в один Кольчугинский уезд, с центром в поселке Ленино (ныне город Ленинск-Кузнецкий).

## Административное деление
В 1920 году входили следующие волости: Арсентьевская, Барачатская, Барзасская, Бояновская, Больше-Ямская, Вагановская, Верхо-Томская, Вновь-Стрелинская, Вознесенская, Зарубинская, Крапивинская, Красная, Лебедовская, Морозовская, Мунгатская, Подонинская, Смолинская, Тарсминская, Титовская/